# Уингфилд, Мервин, 7-й виконт Пауэрскорт
Мервин Эдвард Уингфилд, 7-й виконт Пауэрскорт (англ. Mervyn Edward Wingfield, 7th Viscount Powerscourt; 13 октября 1836 — 5 июня 1904) — англо-ирландский пэр.

## Биография
Родился 13 октября 1836 года в Пауэрскорте, графство Уиклоу, Ирландия. Старший сын Ричарда Уингфилда, 6-го виконта Пауэрскорта (1815—1844), и его жены, леди Элизабет Фрэнсис Шарлотты Джоселин, дочери Роберта Джоселина, 3-го графа Родена. Он получил образование в Итонском колледже.
11 августа 1844 года после смерти своего отца 7-летний Мервин Уингфилд унаследовал титулы 7-го виконта Пауэрскорта из Пауэрскорта в графстве Уиклоу (Пэрство Ирландии) и 7-го барона Уингфилда из Уингфилда в графстве Уэксфорд (Пэрство Ирландии).
Ирландский пэр-представитель в Палате лордов Великобритании в 1865—1904 годах.
В ноябре 1870 года Мервин Уингфилд был произведен в лейтенанты милиции графства Уиклоу, в марте 1871 года получил звание капитана и выше в отставку в октябре 1871 года.
2 августа 1871 года он был награжден Орденом Святого Патрика. Президент Королевского Дублинского общества с 1892 по 1897 год. Член Тайного совета Ирландии в 1897 году, мировой судья графства Уиклоу и графства Дублин, заместитель лейтенанта графств Уиклоу.
27 июня 1885 года ему был присвоен титул барона Пауэрскорта из Пауэрскорта в графстве Уиклоу (Пэрство Соединённого королевства), что позволило ему заседать в Палате лордов Великобритании.
Ему принадлежало 53 000 акров земли, из которых 40 000 находились в графстве Уиклоу, 11 000 — в графстве Уэксфорд, а остальные — в Дублине.
Лорд Пауэрскорт коллекционировал картины в качестве хобби и в 1903 году опубликовал каталог под названием «Описание и история Пауэрскорта» .

## Личная жизнь
26 апреля 1864 года в Сент-Джордж Ганновер-сквер в Лондоне Мервин Уингфилд женился на леди Джулии Кук (4 декабря 1844 — 7 августа 1931), дочери Томаса Кука, 2-го графа Лестера. У супругов было пятеро детей:
- Мервин Ричард Уингфилд, 8-й виконт Пауэрскорт (16 июля 1880 — 21 марта 1947)[1], старший сын и преемник отца. Прадед Сары, герцогини Йоркской
- Генерал-майор Достопочтенный Морис Энтони Уингфилд (21 июня 1883 — 14 апреля 1956)[1], в 1906 году женился на Сибил Фрэнсис Лейланд, от брака с которой у него было двое детей.
- Достопочтенная Олив Элизабет Уингфилд (6 ноября 1884 — 5 мая 1978)[1], в 1908 году она вышла замуж за майора Уильяма Джона Бейтса ван де Вейера, от брака с которым у неё было пятеро детей
- Достопочтенная Клэр Мериэль Уингфилд (5 июня 1886—1969)[1], в 1911 году она вышла замуж за Артура Чичестера, 4-го барона Темплмора, от которого у неё было трое детей
- Достопочтенная Лайла Кэтрин Джулия Уингфилд (13 января 1888 — 20 октября 1981)[1], в 1912 году она вышла замуж за сэра Клайва Моррисона-Белла, 1-го баронета, от брака с которым у неё было трое детей.

Виконт Пауэрскорт скончался 5 июня 1904 года в возрасте 67 лет в Лондоне. Ему наследовал его старший сын Мервин.